# Челория, Джованни
Джованни Челория (Giovanni Celoria) — итальянский астроном и геодезист.

## Биография
С 1873 года астроном Миланской обсерватории Брера, с 1876 года профессор геодезии Миланского технологического института, с 1900 года преемник Скиапарелли в качестве директора Миланской обсерватории, с 1902 года президент итальянской королевской геодезической комиссии. Ему принадлежит ряд наблюдений над двойными звёздами, планетами, кометами, вычислений их положений и орбит и много печатных трудов.

## Труды
- «Istruzioni per fare le osservationi astronomici» (1880);
- «Teorie cosmogoniche» (1886); «La fisica sociale» (1892);
- «L’Astronomia nel secolo XIX» (1900);
- «Studi e ricerche sulla variazione della latitudine terrestre» (1901).